# Перепончатопалый галстучник
Перепончатопалый галстучник (лат. Charadrius semipalmatus) — птица из семейства ржанковых.

## Описание
Перепончатопалый галстучник достигает длины от 17 до 19 см. Размах крыльев составляет от 43 до 52 см. Вес варьирует от 45 до 65 г.
Перепончатопалый галстучник внешне едва отличим от галстучника. У него такая же бурая спина и белая нижняя часть тела. Лоб белый, окружён чёрной маской, которая тянется до пятен уха. Верх головы и затылок бурые. Вторая, чёрная полоса переходит спереди в чёрную переднюю часть груди. Клюв короткий. Вершина клюва чёрная, остальная часть оранжево-жёлтая.
У перепончатопалого галстучника отсутствует характерное для галстучника выделяющееся белое пятно в форме полумесяца за глазами. У него более светлые перья, а у многих особей они и вовсе отсутствуют.

## Вокализация
Голос перепончатопалого галстучника чётко отличается от голоса галстучника и - это часто единственный метод, чтобы отличить оба вида в условиях полевых наблюдений. У перепончатопалого галстучника призыв звучит как свистящее поднимающееся «хе-ве», при этом он выше и более резкий, чем у галстучника.

## Распространение
Перепончатопалый галстучник гнездится на всей Аляске, в Юконе и Северо-Западных территориях, а также на юге Нунавута. Среда обитания — это тундра. Это перелётная птица, которая мигрирует зимой на юг Соединённых Штатов, на Карибские острова, а также на побережье Центральной и Южной Америки. Как правило, он держится в прибрежной области, но иногда его можно наблюдать также на реках и озёрах в центре материка.
Отмечен залет перепончатопалого галстучника на остров Геральд.

## Питание
Перепончатопалый галстучник предпочитает питаться в период размножения насекомыми и их личинками, в регионах зимовки двустворчатые играют значительную роль в его питании. 

## Размножение
Птицы моногамны. В кладке от 3 до 4 кремового цвета яиц с тёмно-коричневыми крапинами. Период инкубации составляет от 23 до 26 дней и обе родительских птицы участвуют в высиживании кладки. Молодые птицы становятся самостоятельными через 22—26 дней. Они гнездятся уже на следующий год.